# Free to Decide
Free to Decide – singel irlandzkiej grupy rockowej The Cranberries, pochodzący z albumu To the Faithful Departed.

## Lista utworów
1. „Free To Decide” – (4.25)
2. „Salvation” (Live At Milton Keynes Bowl) – (2:23)
3. „Bosnia” – (5:37)